# Siviriez
Siviriez is een gemeente en plaats in het Zwitserse kanton Fribourg, en maakt deel uit van het district Glâne.
Siviriez telt 1903 inwoners.